# Dag, o Sábio
Dag, o Sábio ou Dagero, o Sábio (em nórdico antigo: Dagr Spaka; em latim: Dagerus) teria sido um rei lendário dos suíones por volta do século III. Está mencionado na Lista dos Inglingos do poeta norueguês Tiodolfo de Hvinir do século IX, na Saga dos Inglingos do historiador islandês Snorri Sturluson do século XIII, e na História da Noruega de anónimo do século XII. Pertenceu à Casa dos Inglingos, sendo filho do rei Dyggve, e pai do rei Agne. Morreu ao ser atingido por uma forquilha lançada por um escravo.	
A Saga dos Inglingos conta: Dag compreendia a fala dos pássaros. Ele tinha um pardal que voava por toda a parte e lhe vinha contar o que se passava. Um dia, esse pardal foi morto por uma pedra atirada por um camponês da Reidgotlândia. Dag sacrificou um porco, e ficou a saber o que tinha acontecido ao seu pardal. Furioso, atacou a  Reidgotlândia, tendo feito muitos escravos. No regresso a casa, foi morto por um escravo que o atingiu com uma forquilha na cabeça. Foi sucedido pelo seu filho Agne.
| “ | Dagr hét son Dyggva konungs, er konungdóm tók eptir hann; hann var maðr svá spakr, at hann skildi fugls rödd. | ” |
|   | |   |

## O nome do rei
- Dagr Spaka – Lista dos Inglingos de Tjodolfo de Hvinir, século X
- Dagr – Livro dos Islandeses de Ari, o Sábio, século XII
- Dagr Spaka – Saga dos Inglingos de Snorri Sturluson, século XIII
- Dagr – Hversu Noregr byggdist de autor desconhecido, século XIV
- Dages - Prosaiska Krönikan de autor desconhecido, século XV
- Dagr – História da Noruega de autor desconhecido, século XV
- Dagerus - Historia de omnibus Gothorum Sveonomque regibus de João Magno, século XVI